# Мортирная батарея Нартова

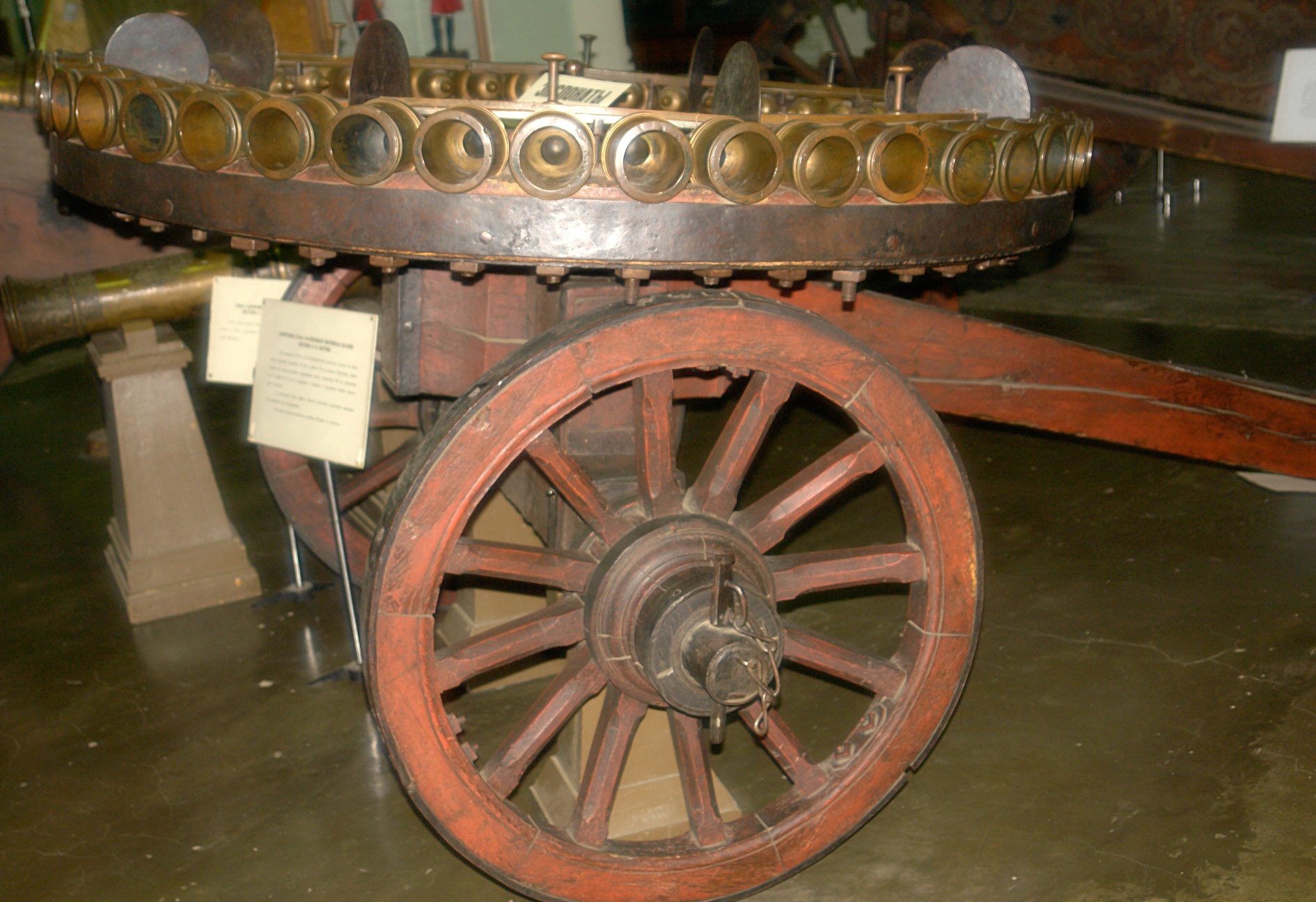
Мортирная батарея Нартова

3-дюймовая (76-мм) 44-ствольная мортирная батарея системы А. К. Нартова. Изготовлена в 1754 году в Санкт-Петербургском арсенале. Состоит из бронзовых мортирок калибром 76 мм и длиной 23 см каждая. Зарядные каморы — конические. Мортирки, укреплённые на горизонтальном деревянном круге диаметром 185 см, разделены на 8 секций по 5 или 6 мортирок в каждой и соединены общей пороховой полкой.
Батарея устанавливалась на двухколёсном лафете специальной конструкции, в хоботовой части которого имеется винтовой подъёмный механизм для придания угла возвышения. Однако, большого угла возвышения добиться не удавалось и гранаты летели недостаточно далеко. Короткий ствол не давал возможности стрелять картечью. Из-за силы многочисленных выстрелов лафет быстро выходил из строя.
Было изготовлено неизвестное число опытных экземпляров и производились испытания, в архивах обнаружены отчёты о них. Массового распространения подобные батареи не получили. Один из опытных экземпляров хранится в коллекции Военно-исторического музея артиллерии, инженерных войск и войск связи в Санкт-Петербурге
Присутствует в компьютерной игре «Казаки» от GSC Game World (однако здесь данное орудие стреляет именно картечью, что совершенно не соответствует историческим реалиям).